# Pianosonate
Een pianosonate is een sonate die speciaal voor het instrument piano geschreven is.

## Geschiedenis
De Italiaanse solosonate voor viool met begeleiding van basso continuo werd door Johann Kuhnau (1660-1722) naar het terrein van de solo-klaviermuziek overgebracht. Hij wendde zich vooral tot de muziekliefhebbers en burgerij, waar in de huiselijke kring tokkelinstrumenten (luit en klavecimbel) een belangrijke plaats innamen.
Sybrandt van Noordt junior (neef van Anthonie van Noordt), die van 1679 tot 1692 organist was aan de Oude Kerk te Amsterdam, publiceerde omstreeks 1690 bij Roger te Amsterdam een bundel sonates, waarin de eerste in Nederland geschreven klaviersonate voorkomt.
In Italië droeg Bernardo Pasquini de vorm van de sonate voor strijkers voor het eerst op het klavier over.
De belangrijkste Italiaanse componist van 'sonates' (ruim 560, eigenlijk studies ofwel "Esserzici") was Domenico Scarlatti, de zoon van de operacomponist Alessandro Scarlatti. Zijn sonates bestaan uit eendelige werken, die onderverdeeld waren in twee helften die elk herhaald werden (de zogeheten 'forma bipartita'). Hierbij moduleert de eerste helft in majeur van grondtoon (tonica) naar dominant, of in mineur van grondtoon naar de-majeurparallel, en sluit hierin af. De tweede helft begint dan hetzij met een nieuw thema of met een bewerking van een motief uit het eerste deel, waarna een onvolledige 'reprise' volgt, die meestal met het 'tweede thema' begint. Het tempo is doorgaans snel, hoewel er ook langzame sonates voorkomen. Deze sonates vormen tevens een belangrijke schakel in de ontwikkeling van de klaviertechniek (octavenspel, tertsen- en sextenpassages, et cetera).
In de klassieke tijd wordt de sonate een meer algemeen bekend genre, waarbij de sonatevorm steeds meer standaard wordt. De meeste sonates van Mozart en Haydn volgen dit standaardprincipe.
Beethoven stond erom bekend dat hij met het aanpassen van de sonate de grenzen van de mogelijkheden van het instrument opzocht en uitprobeerde. De invloed van de ontwikkelingen in de pianobouw (met grotere en krachtigere instrumenten) is onmiskenbaar, maar ook wordt op de zich ontwikkelende piano de invloed van het 'symfonisch' denken steeds groter, waardoor de pianosonates steeds meer uitdijen. In de latere romantiek groeide de sonate uit tot een grotere en vrijere vorm (de Pianosonate in b-mineur van Liszt bijvoorbeeld), maar na de romantiek verloren de meeste componisten de interesse in de vorm in het geheel, omdat deze sterk vervlochten was met het tonale harmonische onderliggende principe. De 'Concord Sonata' van Ives is een der langste sonates ooit geschreven (circa een uur lang).

## Voorbeelden van pianosonates
- Domenico Scarlatti - Diverse sonates, oorspronkelijk geschreven voor klavecimbel
- Muzio Clementi - Sonate opus 36 nr. 1
- Wolfgang Amadeus Mozart - zie onder
- Joseph Haydn - Sonate in C nr. 40
- Ludwig van Beethoven - zie onder
- Franz Schubert - 21 sonates, de laatste drie zijn de laatste werken van de componist
- Frédéric Chopin - Sonate opus 35 (met onder andere de bekende marche funèbre)
- Franz Liszt - Pianosonate in b-klein
- Richard Strauss - Pianosonate in b-klein
- Johannes Brahms - Sonate opus 5
- Stuart MacRae - Pianosonate
- Sergej Prokofjev - zie onder
- Alexander Skrjabin- Pianosonate nr. 9
- Charles Ives - Concord Sonata
- Henri Dutilleux - Sonate pour piano, gecomponeerd voor zijn vrouw
- Frank Bridge - Sonate voor piano.

Nr. 1 in C majeur, KV 279  · Nr. 2 in F majeur, KV 280 · Nr. 3 in Bes majeur, KV 281 · Nr. 4 in Es majeur, KV 282 · Nr. 5 in G majeur, KV 283 · Nr. 6 in D majeur, KV 284 · Nr. 7 in C majeur, KV 309 · Nr. 8 in a mineur, KV 310 · Nr. 9 in D majeur, KV 311 · Nr. 10 in C majeur, KV 330 · Nr. 11 in A majeur, KV 331 · Nr. 12 in F majeur, KV 332 · Nr. 13 in Bes majeur, KV 333 · Nr. 14 in c mineur, KV 457 · Nr. 15 in F majeur, KV 533/494 · Nr. 16 in C majeur, KV 545 · Nr. 17 in Bes majeur, KV 570 · Nr. 18 in D majeur, KV 576
1. f, opus 2-1
2. A, opus 2-2
3. C, opus 2-3
4. Es, opus 7 (Grand Sonata)
5. c, opus 10-1
6. F, opus 10-2
7. D, opus 10-3
8. c, opus 13 (Pathétique)
9. E, opus 14-1

1. G, opus 14-2
2. Bes, opus 22
3. As, opus 26 (Dodenmars)
4. Es, opus 27-1 (Quasi una fantasia)
5. cis, opus 27-2 (Mondschein)
6. D, opus 28 (Pastorale)
7. G, opus 31-1

1. d, opus 31-2 (Sturm)
2. Es, opus 31-3
3. g, opus 49-1
4. G, opus 49-2
5. C, opus 53 (Waldstein)
6. F, opus 54
7. f, opus 57 (Appassionata)
8. Fis, opus 78 (À Thérèse)

1. G, opus 79
2. Es, opus 81a (Les adieux)
3. e, opus 90
4. A, opus 101
5. Bes, opus 106 (Hammerklavier)
6. E, opus 109
7. As, opus 110
8. c, opus 111